# Шатовьё (замок, Верхняя Савойя)
Шатовьё (фр. Château de Châteauvieux) – средневековый замок на юго-востоке Франции. Также иногда встречается название «Замок Дюэн» (фр. château de Duingt ). Расположен на скалистом острове на берегу озера Анси в коммуне Дюэн, к востоку от городка Сен-Жорьо, в департаменте Верхняя Савойя, в регионе Овернь — Рона — Альпы. За время своего существования многократно перестраивался. Включён в список Памятников архитектуры Франции. Благодаря живописному расположению служил излюбленным объектом многих художников. По своему типу комплекс относится к замкам на воде.

## Расположение

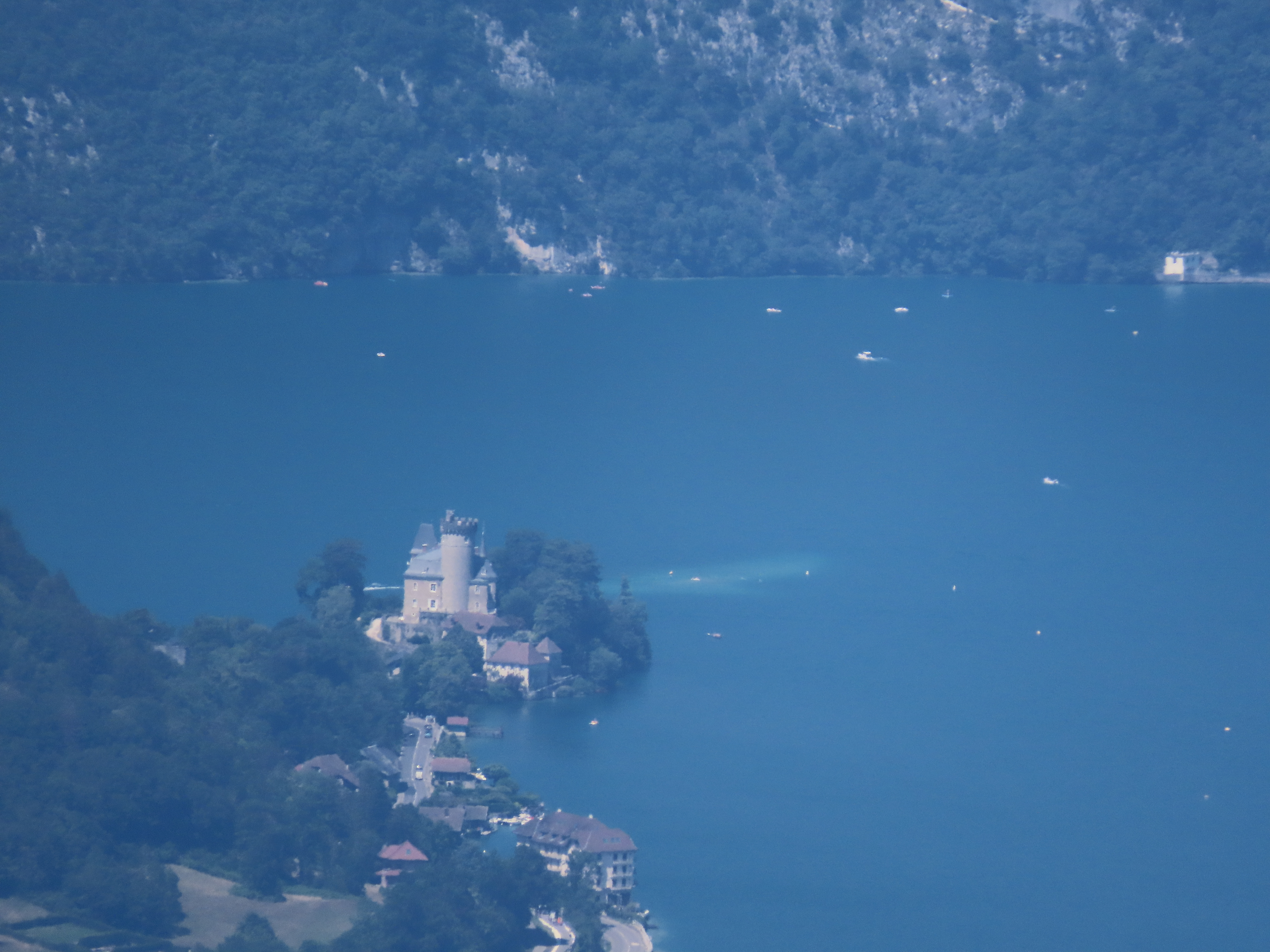
Вид озера, острова и замка с большой высоты

Замок Шатовьё расположен на небольшом острове, примыкающем к западному берегу озера Анси. В этом месте вытянутый с севера на юг водоём имеет минимальную ширину (фактически остров делит его на две части: более крупное северное озеро, и вдвое меньшее по площади южное). Таким образом место имело важное стратегическое значение. С одной стороны здесь проходил один из старинных торговых маршрутов из Франции в Италию. С другой — тут существовала переправа через озеро. То есть одновременно из этой точки можно было контролировать и сухопутные торговые пути, и судоходство по озеру на пути из Италии в Швейцарию. В древности остров был отделён от суши небольшим проливом. Позднее от материка к нему насыпали дамбу. Из-за своего каменистого основания он так и назывался — Скала.

## История

### Ранний период
Вероятно, первые укрепления существовали на острове ещё во времена Античности. Их могли возвести как обитавшие в этом регионе галльские племена, так и римские легионеры. Во всяком случае, после завоевания Галлии армией Юлия Цезаря римляне проложили здесь вдоль берега озера мощёную дорогу. Однако достоверных сведений об этом периоде существования крепости не сохранилось.

### Средние века

Герб дворянского рода Дуэн (дворянский род)

История современного замка Шатовьё хорошо прослеживается с начала XIII века. В документах построенная здесь каменная крепость первоначально упоминалась под латинским названием Castrum Vetus. Точная этимология этого имени остаётся неизвестной. Самыми ранними владельцами замка были представители знатной семьи Дуэн. Этот дворянский род был вассалом графов Женевских. Из сохранившихся бумаг той эпохи известно, что рыцарь Раймонд Дуант выступил поручителем со стороны графа Женевского на сумму 1100 су в 1219 году во время заключения сделки между графом Вильгельмом II Женевским и неким знатным лендлордом Эмондом. В 1296 году Рудольф де Дюэн, нуждавшийся в деньгах, уступил часть поместья графу Амедею II Женевскому за 2500 фунтов. При этом семья Дюэн сохранила за собой замок Шатовьё.
В XIV веке после женитьбы Франсуа де Дюэна на Маргарите де Бофор представители рода де Дюэн получили право носить титул маркизов Валь-д'Изер.
Рыцари Дуэн оставались хозяевами крепости и окружающего поместья до второй четверти XVI века. Данный род за три века смог значительно увеличить родовые земли: подконтрольная территория простиралась от Сен-Жорьо в Провансе до Башни Бовивье (современная коммуна Дуссар). Каменная крепость на острове Скала служила главным фортификационным сооружением в оборонительной системе, построенной рыцарями Дюэн. Крепость позволяла надёжно контролировать маршрут между Женевой и Мутье (в Савойе), проходивший вдоль берега озера Анси.

### ЭпохаРенессанса

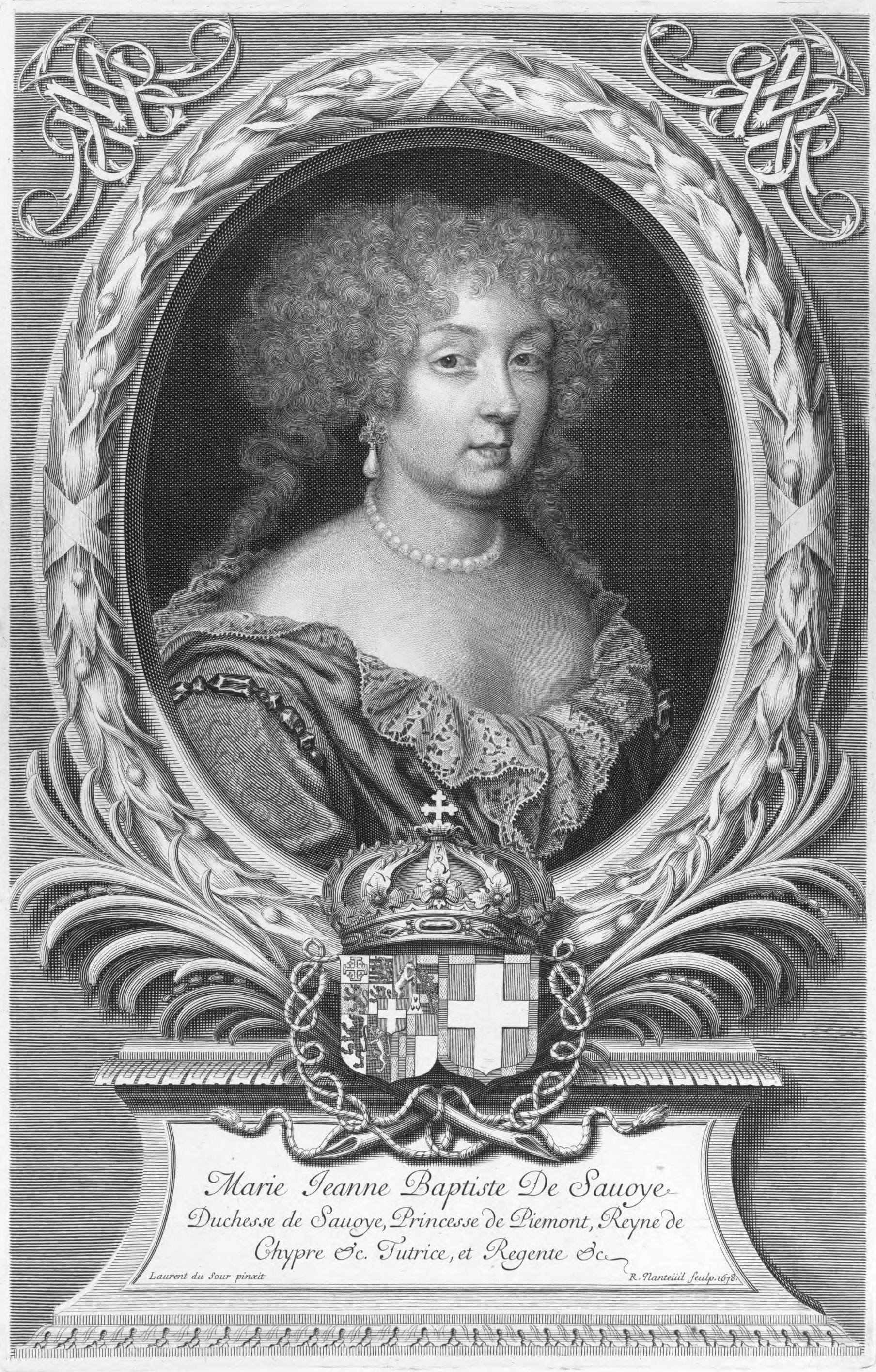
Портрет Марии Джованны Савойской

Семья де Дюэн владела замком Шатовьё до 1530 года. К тому времени род пресёкся по мужской линии. Собственницей оставлась Луиза де Дюэн, дочь последнего из маркизов Валь-д'Изер. Она вышла замуж за графа Томмазо Вальперга и решила продать родовое поместье вместе с крепостью на острове герцогу Филиппу Савойскому.
Герцоги Савойские владели замком до 1592 года. Позднее Шатовьё, превратившийся к тому времени из крепости в респектабельную дворцово-замковую резиденцию, стал виллой за богатых вдов. Долгие годы здесь проживала мадам Марк, вдова Бусильё, главы президентского совета Женевы. За ней оставались права регента на имение. Затем права регента перешли к герцогине Марии Джованне Савойской, вдове герцога Карла-Эммануила II Савойского. Эта женщина решила продать Шатовьё.
В 1673 году замок купил Гаспар Жодо Штокальпер, который одновременно стал обладателем титула барон Дюэн. Однако недолго ему довелось наслаждаться новым статусом. Превратности судьбы вынудили Штокальпера продать комплекс в 1681 году семье Монтуз. Представители этого рода попытались восстановить прежние привилегии собственников Шатовьё на право рыболовства в южной части озера Анси. Однако рыбаки уже давно привыкли выходить за уловом без всяких разрешений. Инициативы семьи Монтуз вызвало взрыв негодования. В частности, жители поселения Латюйи взялись за оружие и 20 марта 1697 года подняли восстание. Науганные собственники из рода Монтуз предпочли избавиться от замка. Новым хозяином Шатовьё стал Франсуа-Николя де Монпитон, сеньор Нуаре (Сен-Жорьоз). Но он тоже вскоре расстался с резиденцией.
Очередным покупателем в 1698 году оказался Франсуа Сальский из рода де Саль. Этот человек решил превратить комплекс в увеселительный замок, где стал устраивать пышные приёмы для своиз друзей из Женевы. Например, на остров зачастили представители семей Троншен и Люллин. Франсуа де Саль полюбил эти места и решил расширить свои владения. Он купил поместья Бовивье и Руанж. Вскоре ему удалось добиться получения от короля титула графа Дюэна.

### XVIII-XX века

Герб рода Саль (дворянский род)

С 1700 году Франсуа де Саль начал масштабную реконструкцию комплекса. При этом он хотел, чтобы Шатовьё выглядел как настоящий замок. В итоге по его приказу среди прочего восстановили бергфрид. На верху башни устроили смотровую площадку, откуда открывались прекрасные виды на озеро и окружающие его предгорья Альп.
Новая перестройка комплекса началась при Поле-Франсуа де Саль (1721-1795). Этот генерал от кавалерии оказался успешным предпринимателем и одновременно ценителем искусства. Владелец Шатовьё основал стекольного завода в Усильоне (Торан-Глиер), а затем активно занялся работами по переустройству интрерьеров замка. Например, по его инициативе создали уникальную Китайскую комнату. Затем новая реконструкция началась по распоряжению маркиза Бенуа-Мориса де Саль. Этот человек обрёл больше влияние при дворе короля Франции. Официально в Версале он занимал престижную должность оруженосца Марии-Терезы Савойской, графини Артуа. В Шатовьё маркиз обустроил для своей жены прекрасный музыкальный павильон. Его построили у кромки воды. До этого сооружения можно было добраться и на лодке. Маркиза де Саль любила музицировать. Она прекрасно играла на арфе. Этот инструмент, созданный известным мастером Жаном-Анри Нодерманом, подарили ей в 1791 году.
Удалённость замка от ключевых событий Великой французской революции сделала его местом, где можно было укрыть различные святыни, объявленные якобинцами подлежащими уничтожению. Так, в Шатовьё в ночь на 26 марта 1793 года четыре монахини доставили из города Анси в Шатовьё на лодке мощи святого Франциска Сальского и святой Жанны де Шанталь. Правда, вскоре революционеры обнаружили пропажу. В итоге 300 конных гренадеров прибыли в Шатовьё. Мощи тел двух святых пришлось вернуть обратно в Анси.
В ходе масштабного передела собственности новые власти Франции объявили Шатовьё национальной собственностью и выставили на аукцион. 20 августа 1796 года замок приобрёл Жан Берте де Босси. Прежний владелец, Бенуа-Морис де Саль, эмигрировал и больше не вернулся во Францию.
В 1839 году замок купил барон Сципион Руфи. Новый владелец немедленно приступил к переустройству комплекса. По его распоряжению были проведены серьёзные работы: полностью заменили крыши, перестроили мансарды, восстановили зубчатые стены большой круглой башни и возвели лестничную башню. У барона не было сыновей. В итоге замок стал приданым одной из его дочерей, Изауры Руфи. Таким образом новым собственником оказался её супруг — граф Анри де ла Барж де Серто. С той поры Шатовьё остаётся во владении его потомков. Вскоре замок стал чрезвычайно популярен у художников-пейзажистов, приезжавших на отдых на озеро Анси. Его можно увидеть на десятках картин. Также сооружение много раз становилось объектом натурных съёмок у фотографов.
Уже в XX веке замок благополучно пережил Вторую мировую войну. Комплекс не пострадал в ходе боевых действий.

## Описание

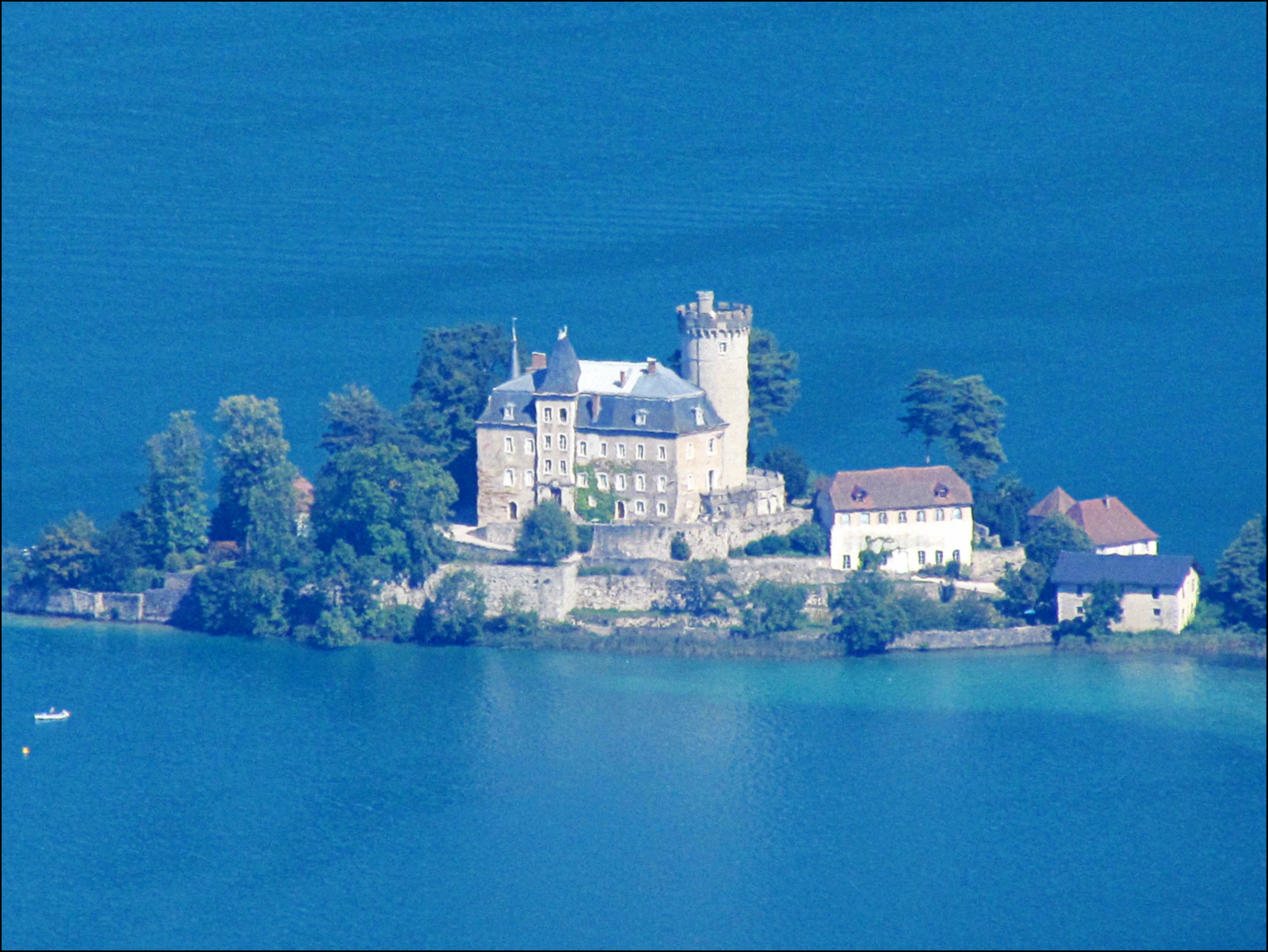
Замок Шатовьё

Сегодня Шатовьё выглядит как замок XIII века. Этому не помешали многочисленные реконструкции. Яркой доминантой служит высокая круглая башня. Основой замка является крупное трёхэтажное здание неправильной четырёхугольной формы. Снаружи оно окружено стеной. Ещё одна невысокая стена окружает весь остров по периметру.
От раннего замка XIII века сохранилась небольшая сторожевая башня с бойницами для лучников. Также можно увидеть средневековую кухню, построенную несколько позже. В западной части комплекса частично остались старинные каменные оборонительные сооружения.
Большинство внутренних помещений сохранили отделку и интерьеры с XVIII века. В комнатах много предметов антиквриата, включая старинную деревянную мебель. На стенах можно увидеть множество полотен итальянских живописцев. Покупая картины, владельцы Шатовьё отдавали особое предпочтение изображениям «китайских домиков» и «пастушьих хижин». В итоге собралась внушительная коллекция произведений искусства на данные темы.

## Современное использование
Замок находится в частной собственности. Однако в комплексе регулярно проводятся экскурсии. По согласованию с владельцами в комплексе возможно проведение свадебных церемоний, юбилейных торжеств, корпоративных мероприятий или семинаров.

## Замок в массовой культуре

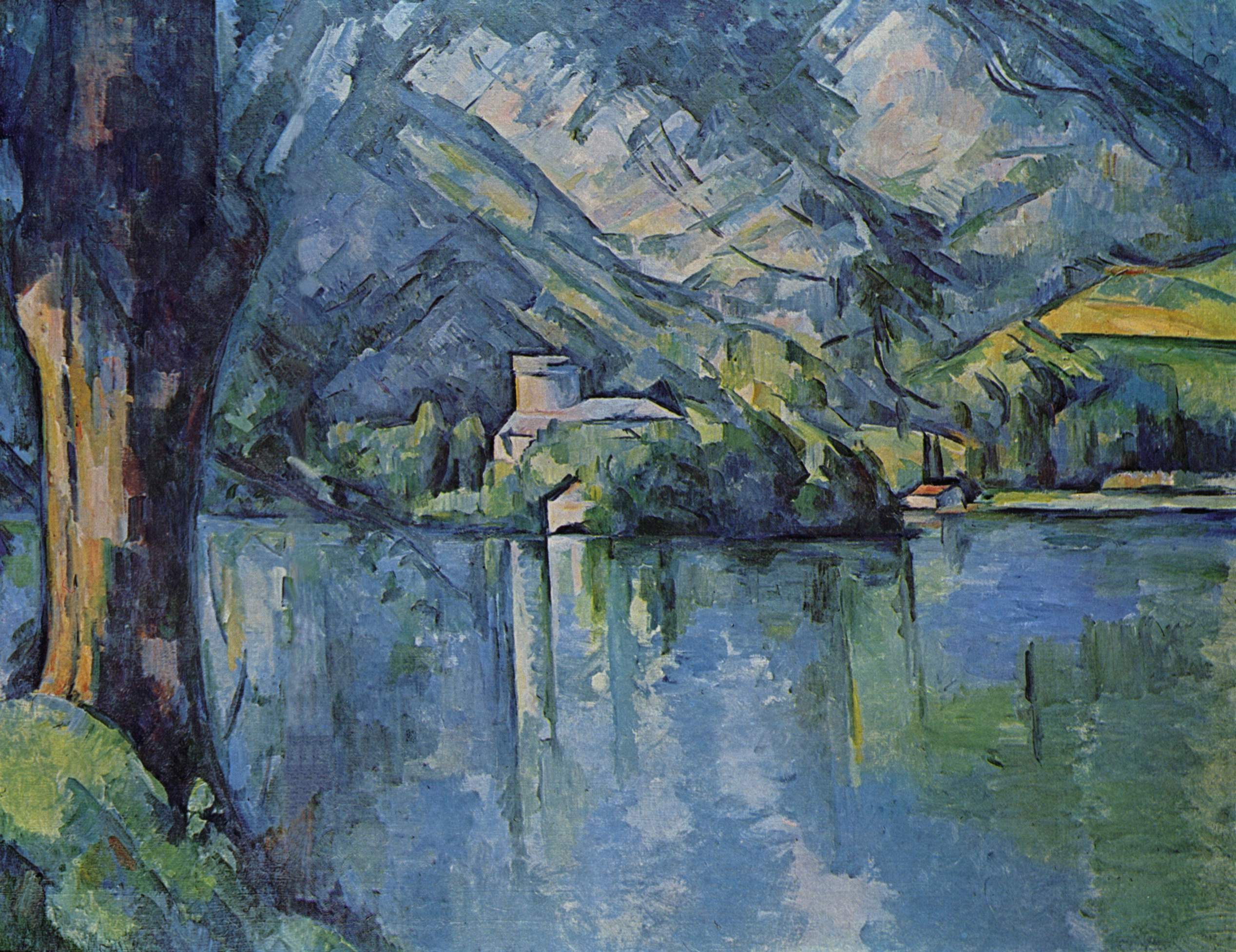
Замок на картине Поля Сезанна «Голубое озеро»

Замок и окружающие его пейзажи запечатлены на многих рисунках, картинах и фотографиях. В том числе:
- Поль Сезанн (1839-1906): «Голубое озеро» (1896);
- Жан-Пьер Серралонге (1915-2007): «Замок Шатовьё»;
- Сюзанна Лансэ[фр.] (1898-2002);
- Луи Эжен Глассер (1897-1986): «Вид на замок Дюэн из Таллуара» (1950).

Несколько раз комплекс Шатовьё служил декорацией при съёмках художественных фильмов и сериалов.

## Галерея

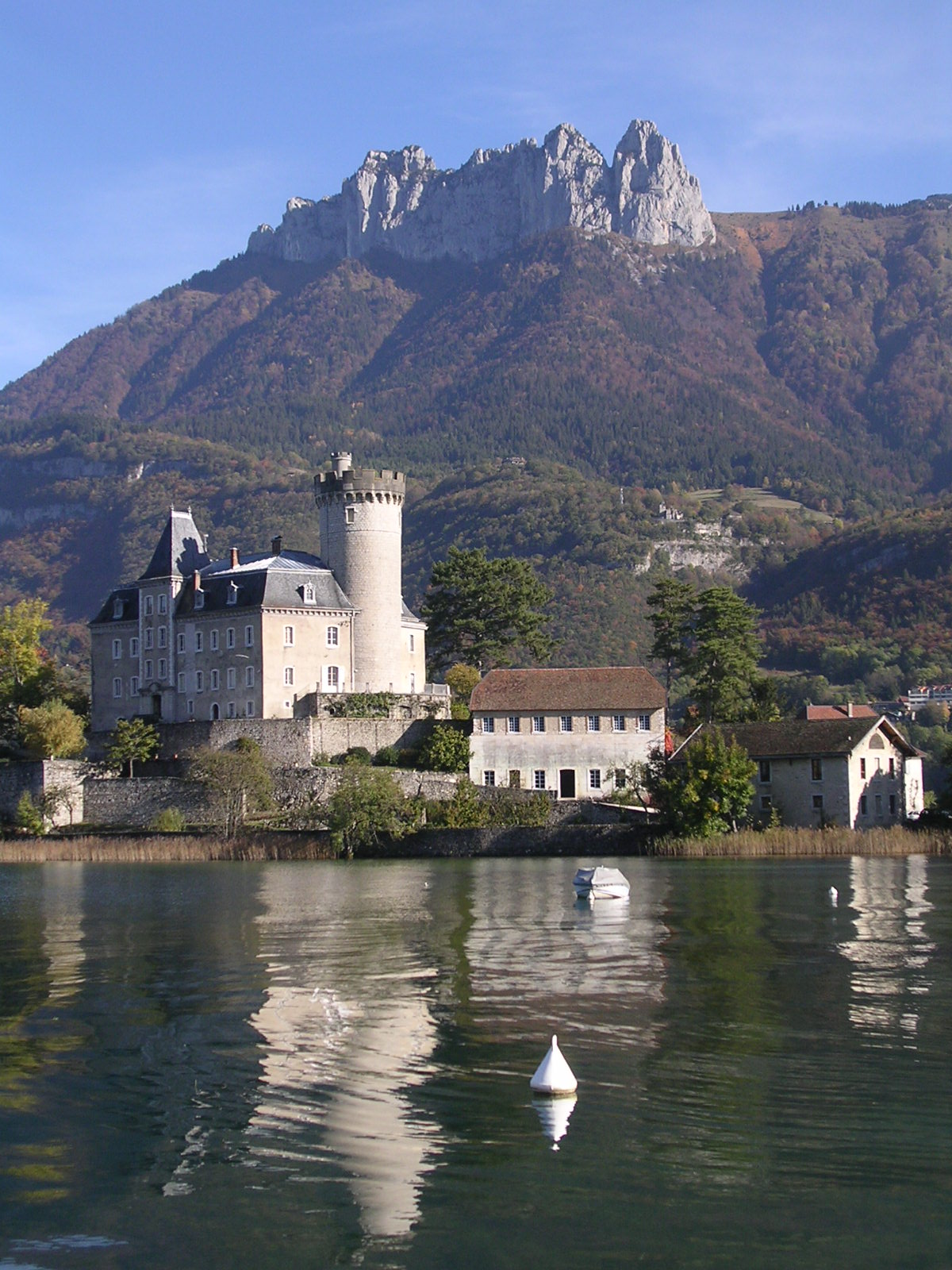
Общий вид замка со стороны озера
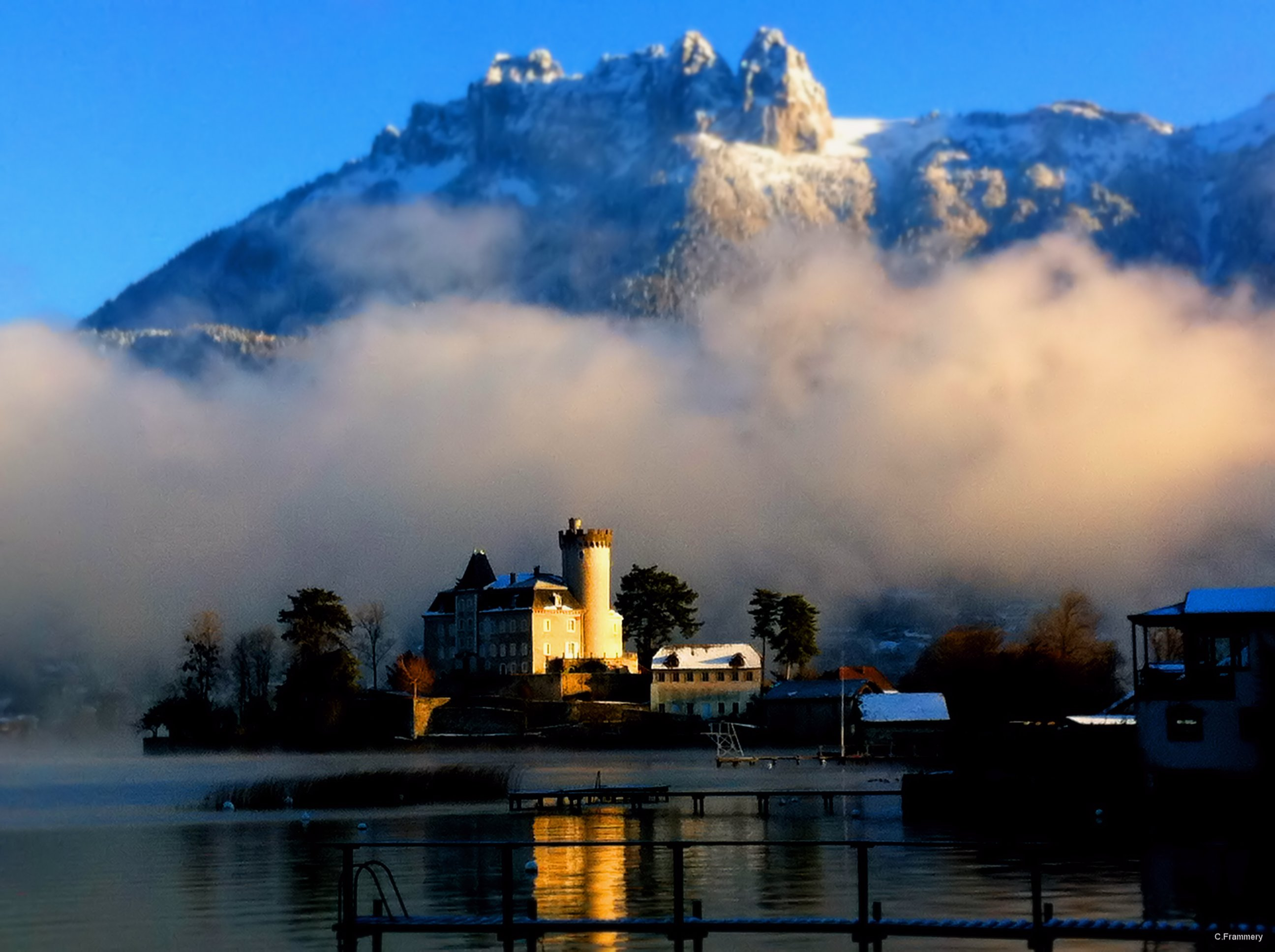
Вид Шатовьё на фоне гор
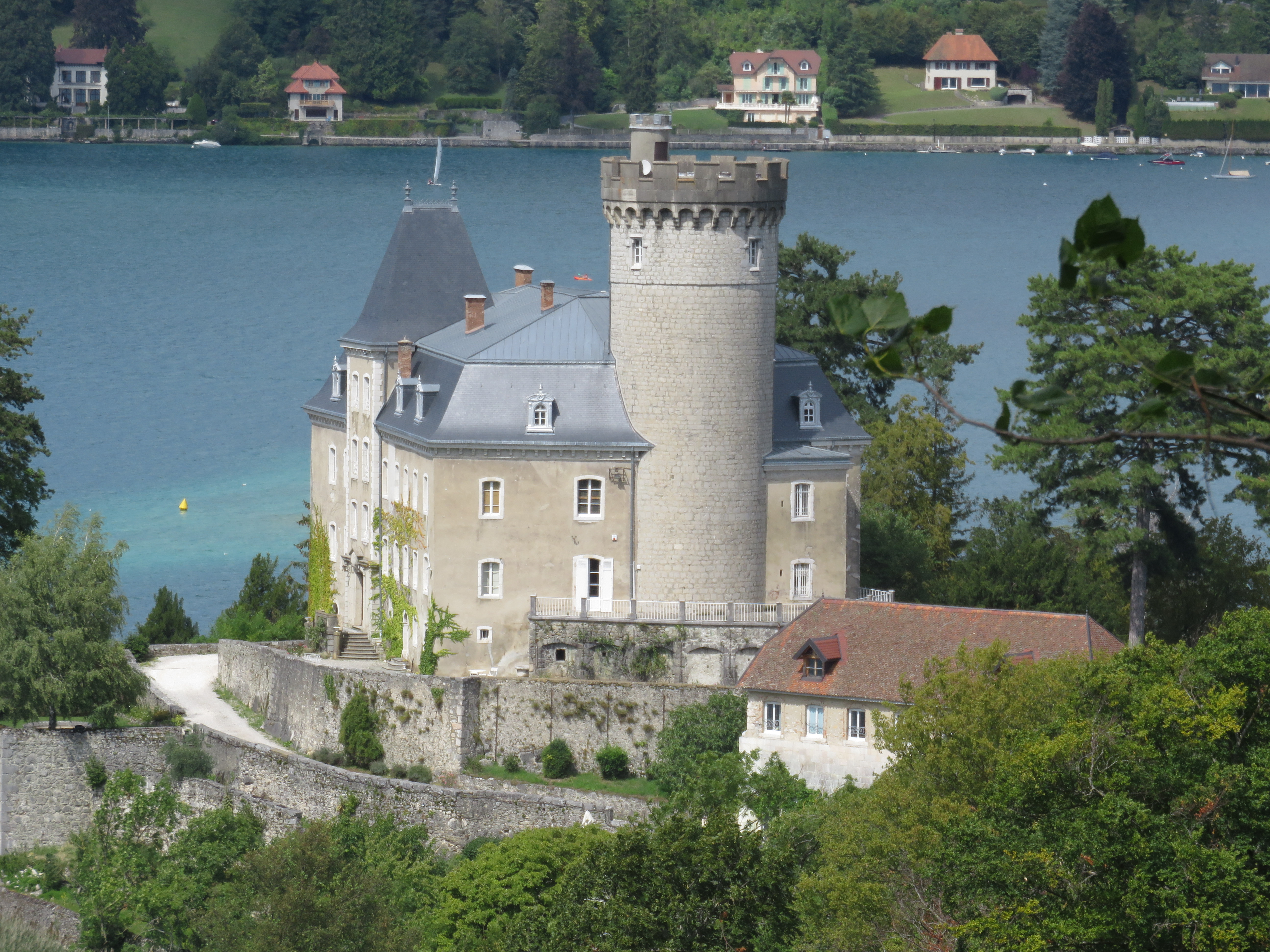
Вид замка с западной стороны
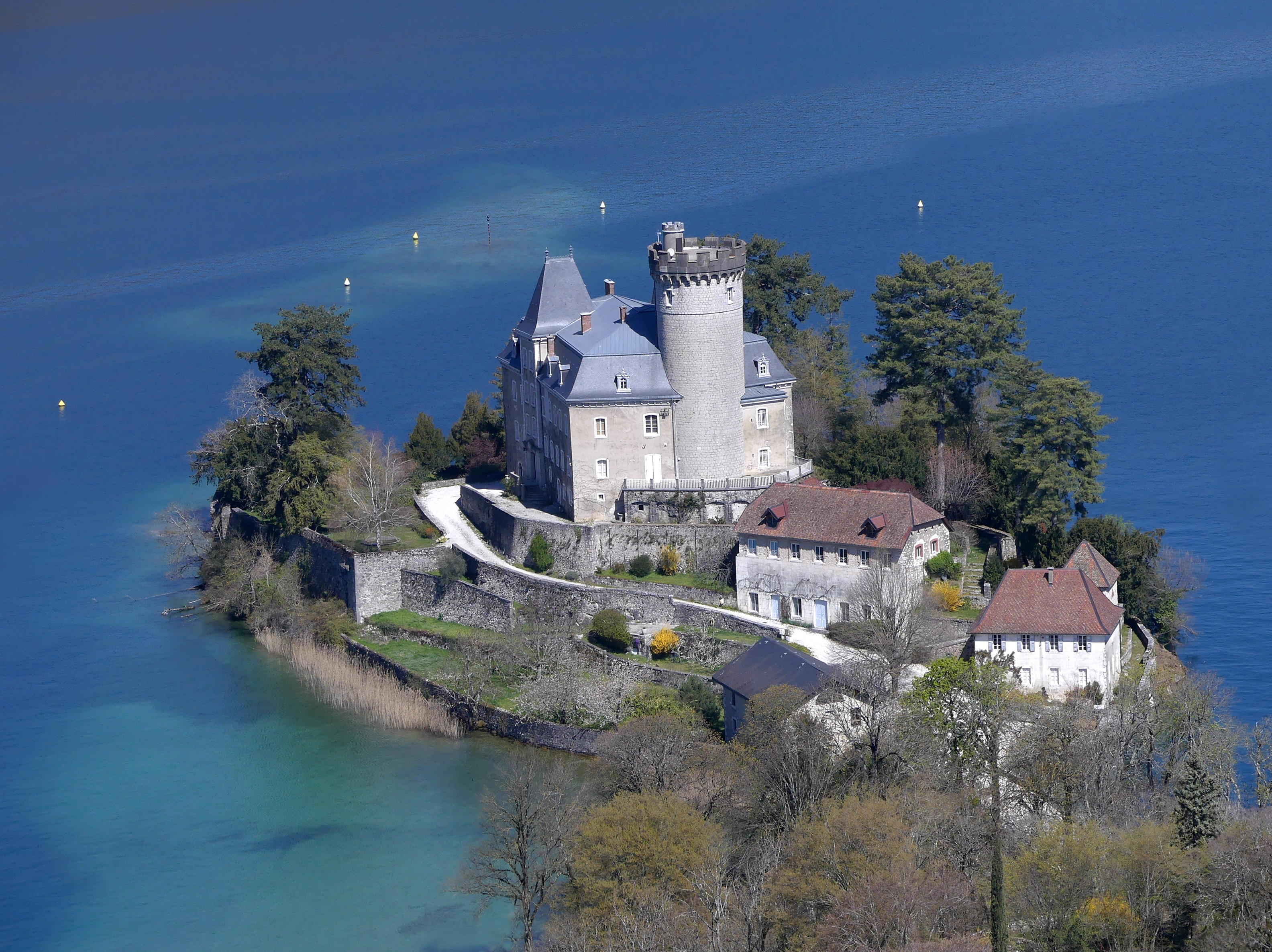
Замок и остров с высоты птичьего полёта
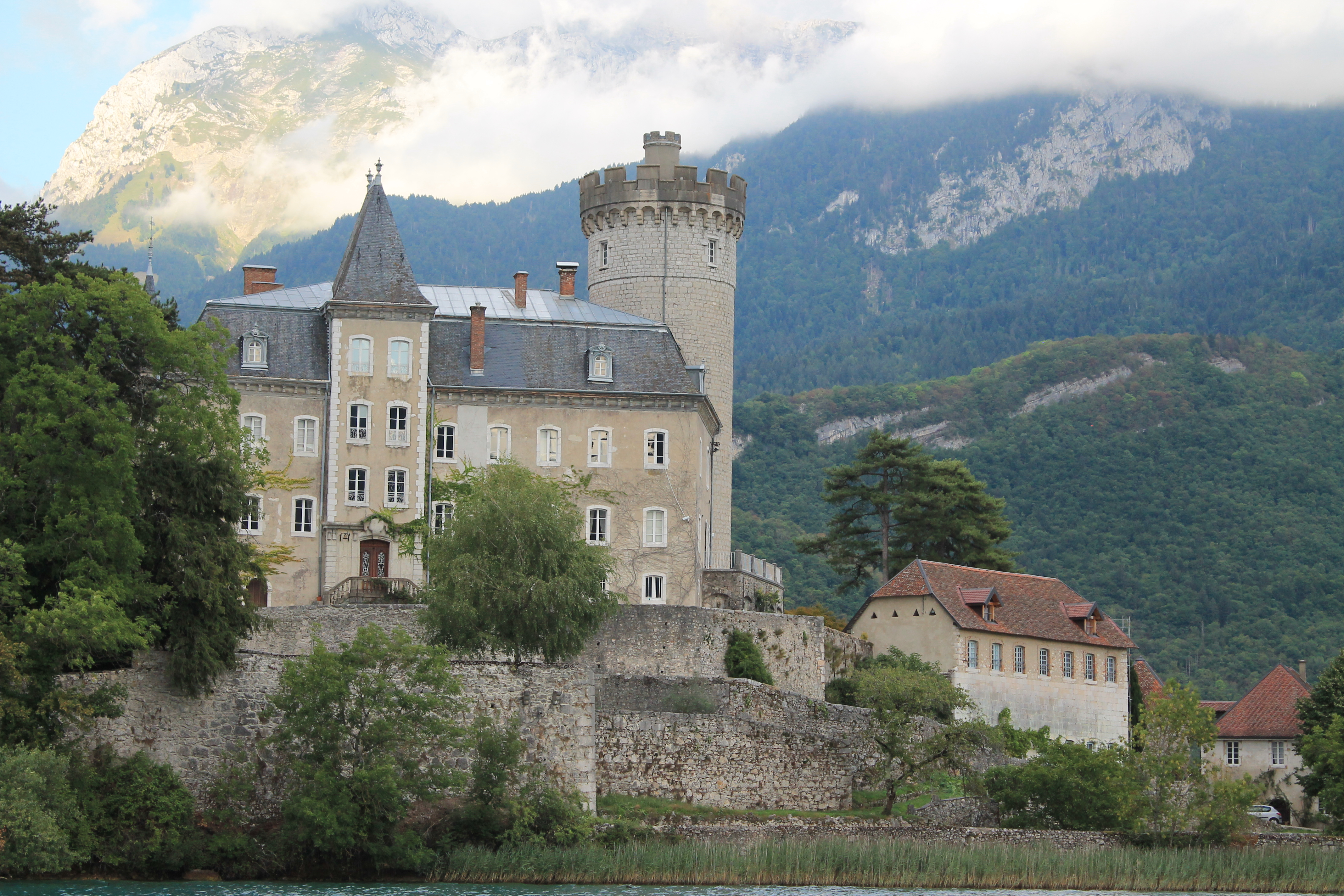
Вид замка с южной стороны